# Intermezzo (muziek)
Een intermezzo (Italiaans; meervoud: intermezzi) is een muzikaal tussenstuk. Dit kan zowel binnen een stuk zijn (meestal in het midden van het liedje voordat het refrein nog een keer wordt herhaald) of een geheel deel in een meerdelig werk, zoals een symfonie. Een lied heeft over het algemeen maar één intermezzo, alhoewel er ook bestaan met meer dan een. Wanneer men bij het programmeren van een concert tussen meerdere werken een relatief kort, licht werk uitzoekt, bijvoorbeeld ter ontspanning, wordt ook gesproken van een intermezzo.